# فرانسيس أفيفا بلين
فرانسيس أفيفا بلين (بالإنجليزية: Frances Aviva Blane)‏ هي رسامة بريطانية، ولدت في 1954.